# The Baboon Show
The Baboon Show ist eine schwedische Punk-Band aus Stockholm.

## Bandgeschichte
The Baboon Show wurden 2003 von Cecilia Boström (Gesang), Helen Lindberg – ab 02/2004 (Bass), Niclas Svensson (Schlagzeug) und Håkan Sörle (Gitarre) gegründet. Der Name ist angelehnt an die schwedische Regierung, die sich in den Augen der Band wie eine Horde wilder Paviane aufführt. Im Mai 2004 erschien eine selbstproduzierte EP namens This Is It!. Schnell erwarben sie sich den Ruf, einer der besten Live-Acts in Schweden zu sein. Das schwedische Independentlabel National nahm sie danach unter Vertrag und veröffentlichte das Debütalbum Don’t Don’t Don’t im Oktober 2005. Aus dem Album wurden zwei Singles ausgekoppelt. Im Mai 2006 folgte das Album Pep Talk und 2007 Betsy’s Revenge.  2008 erschien die ABBA-Coverversion Money, Money, Money als Single. Das Lied wurde von Claes Olson produziert. 2009 folgte ein Best-of-Album.
Das vierte Album, mittlerweile mit Lisa Bünger am Bass, Punk Rock Harbour (2010) ist das erste, das auch in Deutschland vermarktet wird. Die Band steht bei Kidnap Music unter Vertrag, den Vertrieb übernahm Cargo Records. Das Album wurde von Pelle Gunnerfeldt (The Hives, Randy) produziert. Mit diesem Album und der anschließenden Tour erfolgte auch die internationale Beachtung der Band. In Schweden sind sie inzwischen regelmäßig im Radio zu hören. Ende des Jahres 2011 tourte die Band anlässlich der Veröffentlichung durch Deutschland. Mittlerweile hat die Band außer in Schweden Konzerte in Deutschland, Norwegen, Finnland, Dänemark, Frankreich, der Tschechischen Republik, Griechenland und auf Kuba gegeben. Im Januar 2013 erschien das Album People´s Republic of the Baboon Show Formerly Known as Sweden.
Seit Juli 2013 spielt Frida Ståhl den Bass; Lisa Bünger verließ die Band, da sie sich durch ihre Arbeit in ihrem Musikclub in Stockholm zu wenig der Baboon Show widmen konnte. Am 28. März 2014 erschien das Album Damnation. Nach mehreren Besuchen auf Kuba wurde 2015 die Kompilation Havanna Sessions veröffentlicht, auf der die Band eigene Songs gemeinsam mit kubanischen Musikern aufgenommen hat.
The Baboon Show war Vorgruppe der Band Die Toten Hosen bei deren Tournee „Laune der Natour“ bei den Konzerten in der Lanxess Arena in Köln, in der Hanns-Martin-Schleyer-Halle in Stuttgart und in der Max-Schmeling-Halle in Berlin im Dezember 2017.
Im März 2022 nahm Sängerin Cecilia Boström mit der deutschen Punk-Rock-Band Itchy eine gemeinsame Cover-Version des Songs Womanarchist der weiblichen US-Punk-Band Bad Cop/Bad Cop auf. Bei dem Songtitel handelt es sich um ein Kofferwort aus den beiden englischen Wörtern „Woman“ und „Anarchist“.
Im Mai 2023 verließ Håkan Sörle die Band, um sich auf seine Arbeit in der Band Mando Diao zu konzentrieren. Simon Dahlberg übernahm seine Position an der Gitarre.

## Musikstil

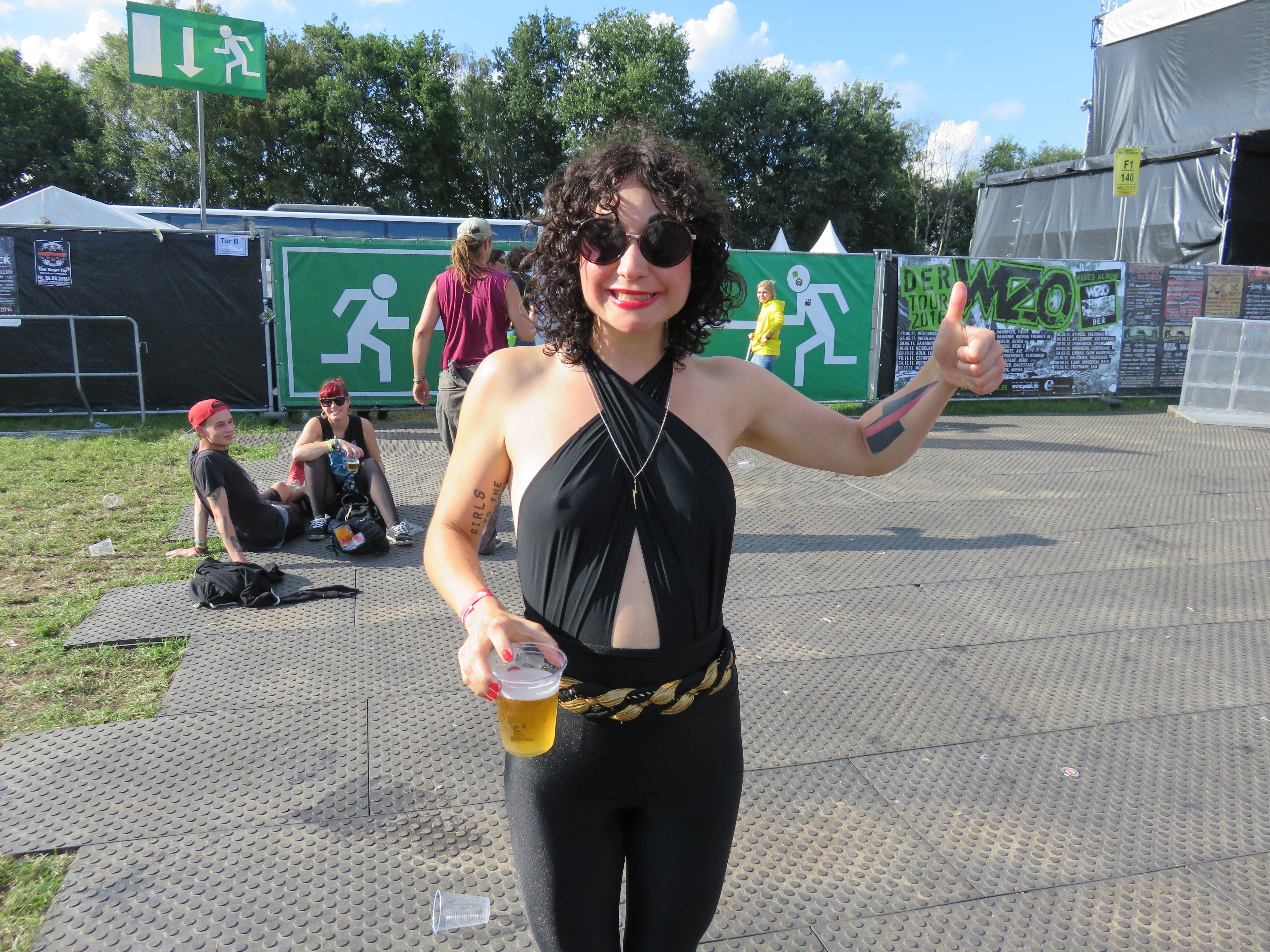
Sängerin Cecilia Boström nach einem Auftritt mit The Baboon Show auf dem Ruhrpott Rodeo Festival (2016)

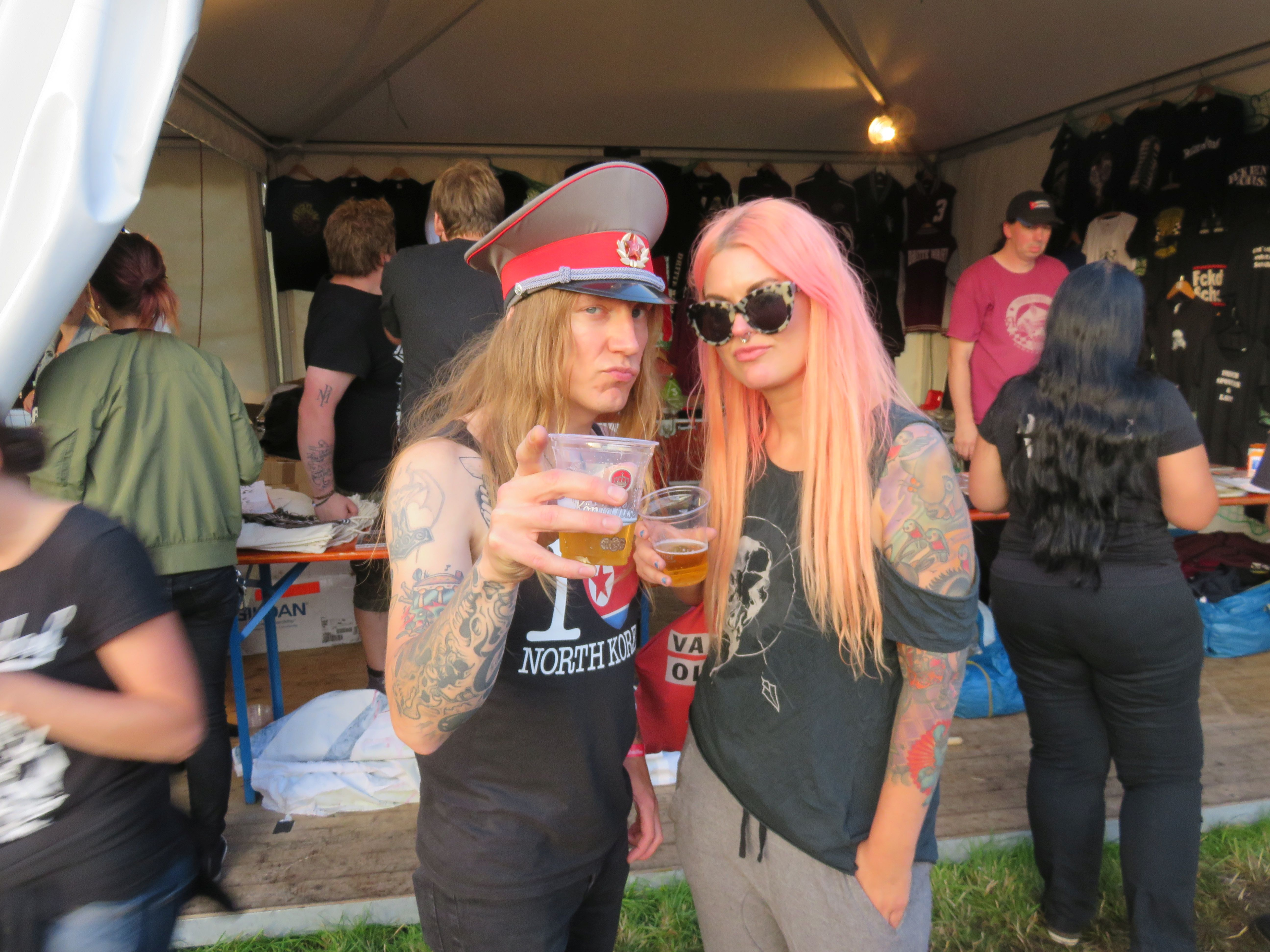
Bassistin Frida Ståhl (re.) und Schlagzeuger Niclas Svensson (li.) von The Baboon Show (2016)

The Baboon Show spielen eine Mischung aus „77er Punk, Garage und Powerpop“. Die Einflüsse liegen bei X-Ray Spex, Blondie, Ramones, Buzzcocks, AC/DC, Toy Dolls und Dead Kennedys. Die Songs sind meist kurz, direkt und sehr eingängig; fast immer ohne längere Intros und ohne Backgroundsänger, Chöre oder ähnliches. Auf dem Album Damnation befinden sich z. B. 10 Tracks bei einer Gesamtspielzeit von 27 Minuten. Untrennbar mit dem Stil der Band verbunden ist die markante Stimme der Leadsängerin Cecilia Boström und der harte, puristische, manchmal fast metallene Sound der (einzigen) Gitarre. Die Texte der Band sind sehr oft politisch und gesellschaftskritisch. Dabei werden Themen wie die Ausbeutung der Arbeiter, Kritik an den Vereinigten Staaten und Auflehnung gegen Autoritäten aus einer linkspolitischen/sozialistischen Perspektive betrachtet.

## Diskografie

### Alben
- 2005: Don’t Don’t Don’t (National)
- 2006: Pep Talk (National)
- 2007: Betsy’s Revenge (National)
- 2010: Punk Rock Harbour (National/Kidnap Music/Cargo Records)
- 2013: People’s Republic of The Baboon Show Formerly Known as Sweden (National/Kidnap Music/Cargo Records)
- 2014: Damnation (National/Kidnap Music/Cargo Records)
- 2016: The World Is Bigger Than You (National/Kidnap Music/Cargo Records)
- 2018: Radio Rebelde (National/Kidnap Music/Cargo Records)
- 2023: God Bless You All (National/Kidnap Music/Cargo Records)

### EPs und Singles
- 2004: This Is It!! (Eigenproduktion)
- 2005: Boredom, Boredom Go Away (National)
- 2005: It’s a Sin! (National)
- 2007: Faster Faster Harder Harder (National)
- 2008: They Feed Me Lies (National)
- 2008: Money Money Money (National) (ABBA)
- 2009: Mah Business (feat. Ken Ring & Catti Brandelius a.k.a Miss Universum) (National)
- 2009: There Is a Light That Never Goes Out (National)
- 2010: This Is How Your Story Ends (National)
- 2012: Dancehall Killers (National)

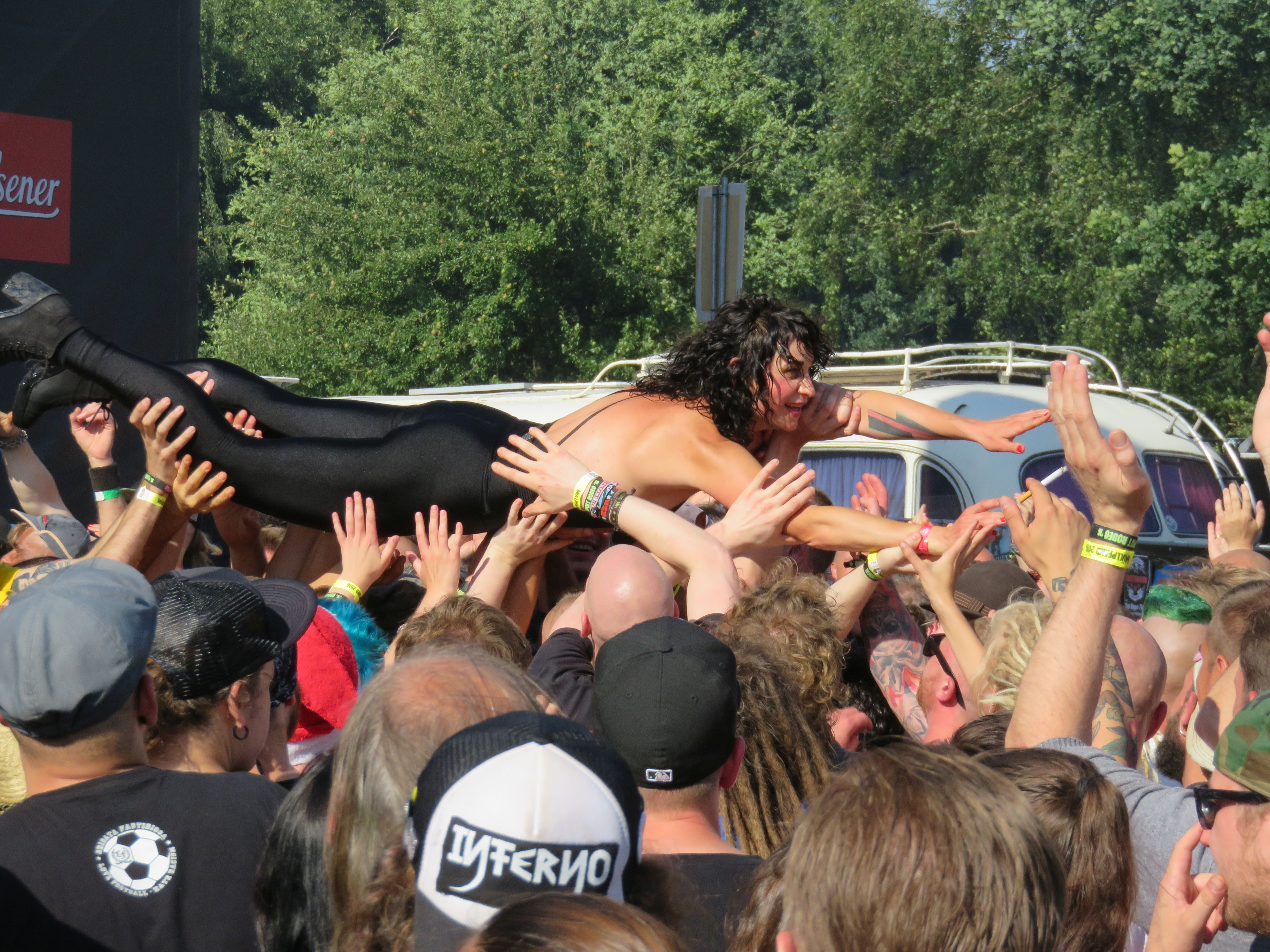
Sängerin Cecilia Boström beim Stagediving (2016)

### Kompilationen
- 2009: The Best of the Baboon Show (National)
- 2014: The Early Years - 2005-2009 (Cargo Records, Vinyl mit Downloadcode)
- 2015: Havana Sessions (Cargo Records, Vinyl mit Downloadcode)